# Bathyaulax waterloti
Bathyaulax waterloti är en stekelart som först beskrevs av Josef Fahringer 1935.  Bathyaulax waterloti ingår i släktet Bathyaulax och familjen bracksteklar. Inga underarter finns listade.